# الین هیلینگسو
الین هیلینگسو (دانمارکی: Ellen Hillingsø؛ زادهٔ ۹ مارس ۱۹۶۷) بازیگر و صداپیشه اهل دانمارک است. وی از سال ۱۹۸۸ میلادی تاکنون مشغول فعالیت بوده‌است.
از فیلم‌ها یا برنامه‌های تلویزیونی که وی در آن نقش داشته‌است، می‌توان به کوتاه و بلند، پل و واپسین سرود میفونه اشاره کرد.